# Херон
Херòн Александрийски (на старогръцки: Ἥρων ὁ Ἀλεξανδρεύς) е древногръцки изобретател, физик и математик, живял в Александрия, Египет, през 1 век сл. н. е. Времето му на живот се приписва на втората половина на 1 век на основание, че той дава като пример лунното затъмнение от 13 март 62 г. сл. н. е. Подробностите от живота му са неизвестни. Предполага се, че е работил в александрийския Музейон. Много от книгите на Херон са запазени до наши дни и са основен източник за познанията в областта на математиката и физиката в Древен Египет и Вавилония. 
Херон се смята за един от най-великите инженери в цялата история на човечеството. Той е първият, който изобретява автоматични врати, автоматичен куклен театър, автомат за стоки, бързострелен самозареждащ се арбалет, парна турбина, автоматична декорация, устройство за измерване на дължината на пътищата (древен одометър) и др. В една от книгите му е описана първата известна парна машина и първата машина, задвижвана с вятър. 
Херон създава първите програмируеми устройства: вал с щифтове, с навито на него въже.

## Книги
Книгите, оцелели до наши дни, за които се приема, че са написани от Херон са:
- Пневматика, описание на различни устройства, работещи с въздух, пара или вода под налягане. Сред тях са Хероновият двигател, наричан още еолопилът на Херон, първият известен монетен автомат, воден орган, водни часовници и други.
- Аутоматопойетика, описваща механични и пневматични устройства, имитиращи чудеса в храмовете – отваряне и затваряне на врати, статуи, изливащи вино, и други.
- Механика се основавава на работите на Архимед и е запазена само на арабски. Тя включва теория на движението и равновесието, както и методи за повдигане на тежки предмети с механични устройства.
- Метрика е сборник с правила и формули за изчисляване на площта на равнинни фигури, околната повърхност и обема на тела и за разделяне на площта на фигури на части с определено съотношение. В тази книга е включена и Хероновата формула за изчисляване на лицето на триъгълник по дължината на неговите страни, както и итеративни методи за изчисляване на квадратен корен.
- Диоптра включва описание на някои геодезически методи, както и на устройствата одометър и диоптра, уред, подобен на съвременния теодолит.
- Белопоеика описва различни бойни машини.
- Катоптрика се занимава с разпространението на светлината, отражението и използването на огледала.

От книгите Геодезия и Геопоника са запазени само отделни фрагменти. Понякога на Херон се приписват и книгите Геометрия, Стереометрика, Мензура, Хейробалистра и Дефиниции, но днес преобладава мнението, че това са по-късни компилации, основаващи се на неговите работи.